# Isola delle Correnti
L'isola delle Correnti è una piccola isola della Sicilia, sulla costa ionica, situata nel territorio del comune di Portopalo, estesa per circa 10000 m² con un'altezza massima di 4 m sul livello del mare.
L'isola è collegata alla terraferma tramite un braccio artificiale, distrutto varie volte dalle onde del mare. Quando la bassa marea trasforma l'isola in una penisola, essa rappresenta l'estremo meridionale dell'isola siciliana, geograficamente più a sud di Tunisi.
Sull'isola è presente un edificio simmetrico, a forma di U, che in passato ha svolto la funzione di caserma. Al centro del lato lungo dell'edificio, verso il mare, è inglobato un faro, attivo dal 1865 ma non più funzionante. Il faro era gestito da un guardiano che alloggiava sull'isola con la propria famiglia.
L'attuale faro è posto su una torre in vetroresina di sezione circolare, antistante il vecchio faro, è alimentato a energia solare, ed emette una luce intermittente ogni 4 secondi a un'altezza di 16 metri sul livello del mare.
Sull'isolotto cresce poca flora, ma vi abbondano piantine di porro selvatico, capperi e altri arbusti tipici della macchia mediterranea.
Dal 1987 l'isoletta è stata inclusa nel piano regolatore dei parchi e riserve naturali, per la presenza di vegetazione costiera con biocenosi alofile e psammofile relitte.
Di fronte all'isola è stata posta nel 2019 una statua di Cristo Redentore che volge le sue braccia benedicenti verso la terraferma e il cui piedistallo riporta i nomi dei due mari che qui convergono: Mar Ionio e Mar Mediterraneo. Il piedistallo riporta anche una targa con scritto "punta più a sud d'Italia", per sottolineare l'eccezionalità geografica del luogo, anche se in realtà le isole Pelagie di Lampedusa (in cui si trova il comune di Lampedusa e Linosa) e di Lampione si trovano più a sud ma geograficamente e geologicamente non appartengono al continente europeo bensì a quello africano. Ecco perché l'isola delle Correnti, oltre a essere la punta estrema della penisola italiana, è anche uno dei punti più meridionali dell'Europa [non è, però, questo il luogo più a sud d'Europa, poiché il punto più meridionale d'Europa è Punta de Tarifa, in Spagna (36°00′15″N 5°36′37″W), oppure Capo Tripiti, isola di Gozzo, in Grecia (34°50′09″N 24°05′11″E), qualora considerassimo anche le isole].

## Galleria d'immagini

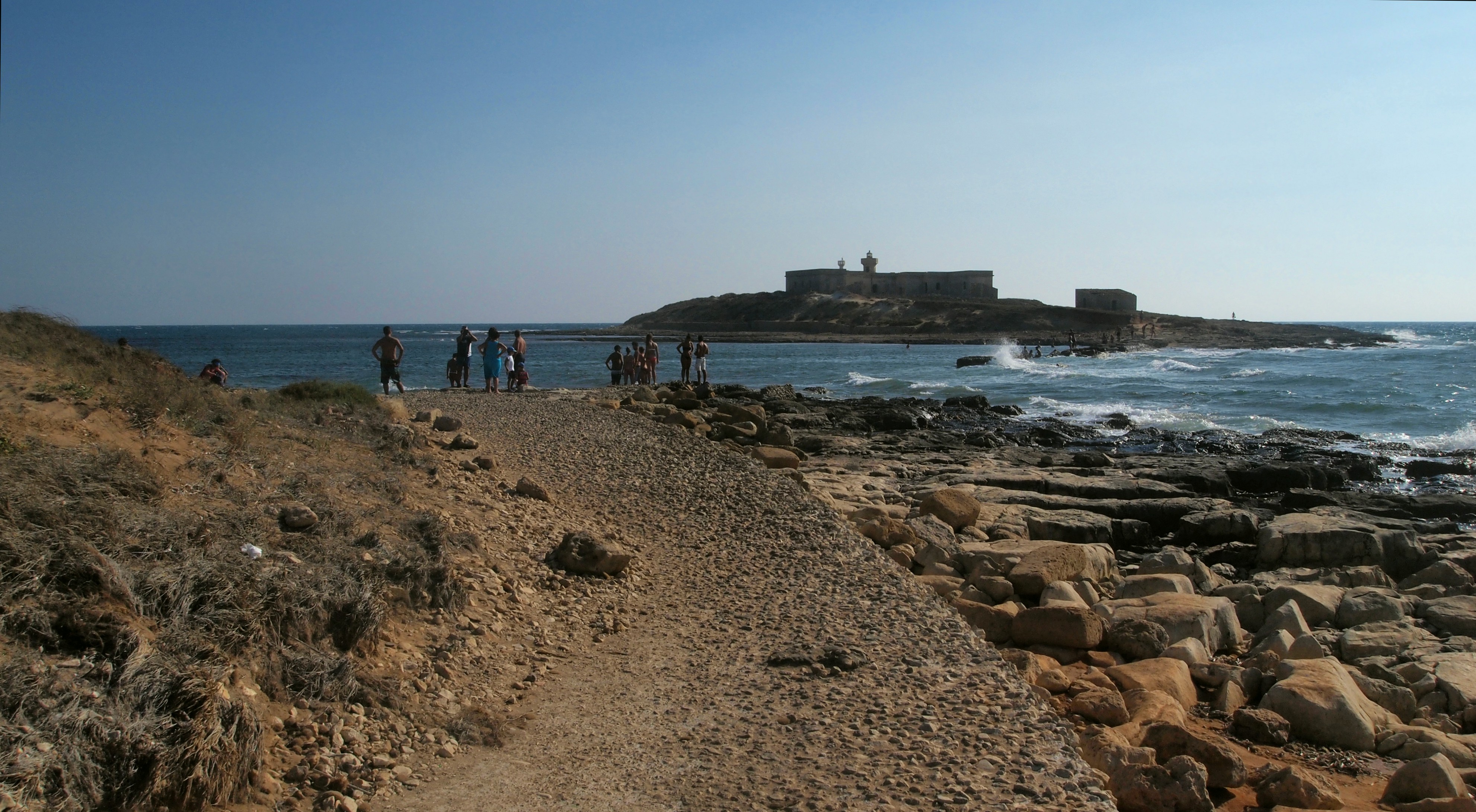
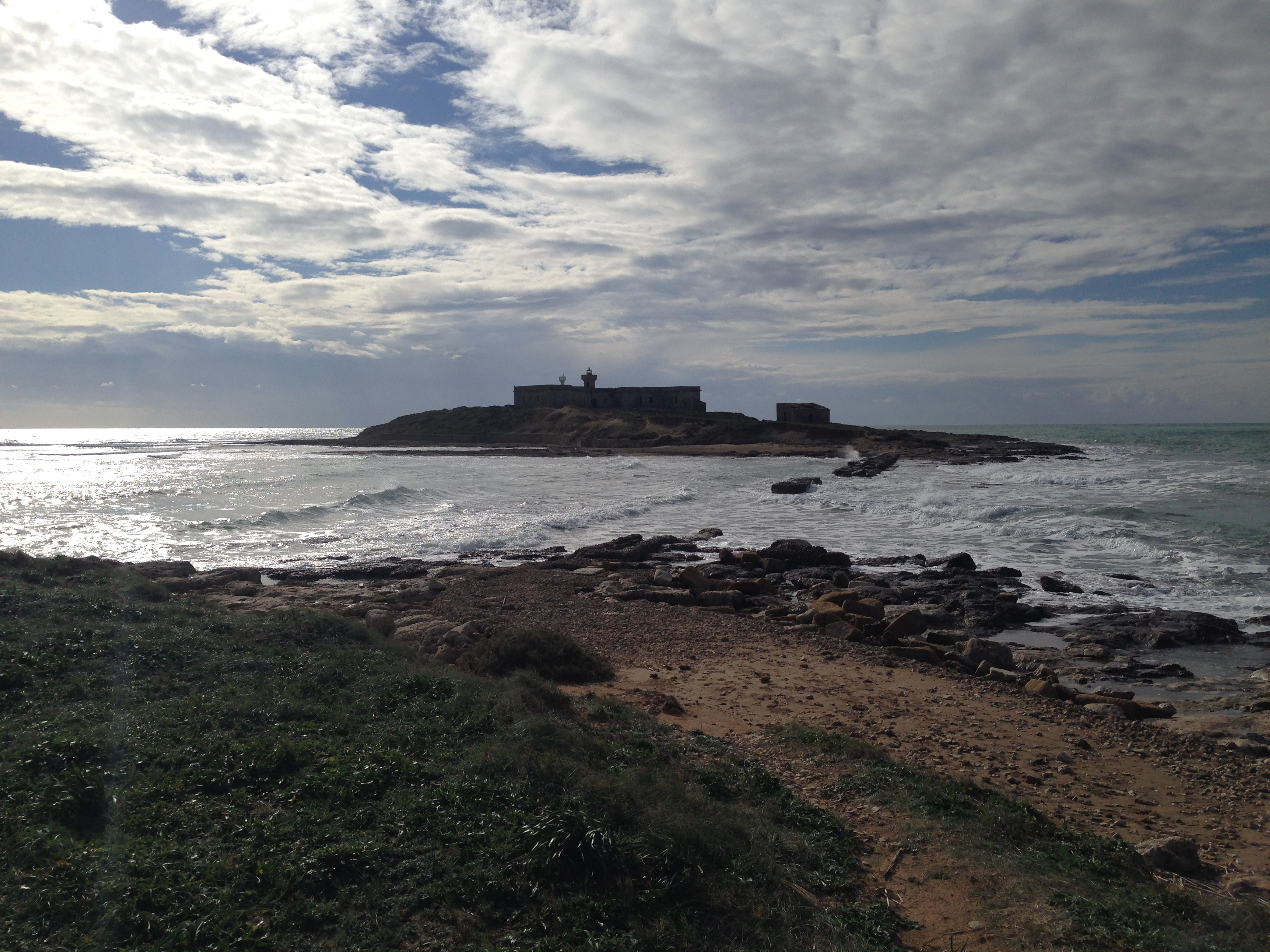
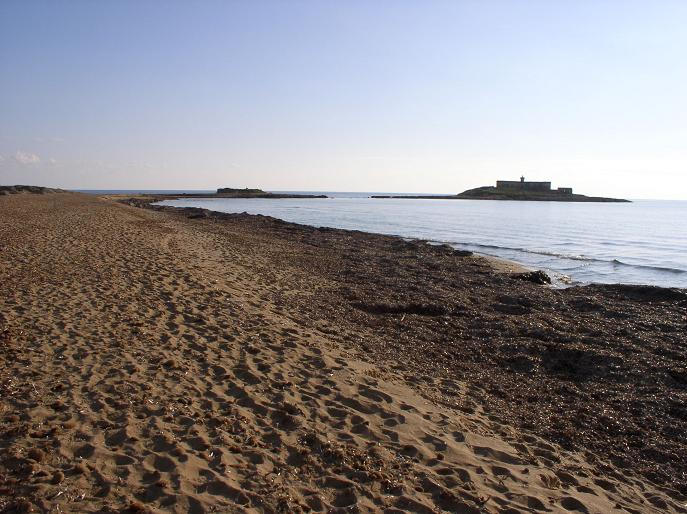
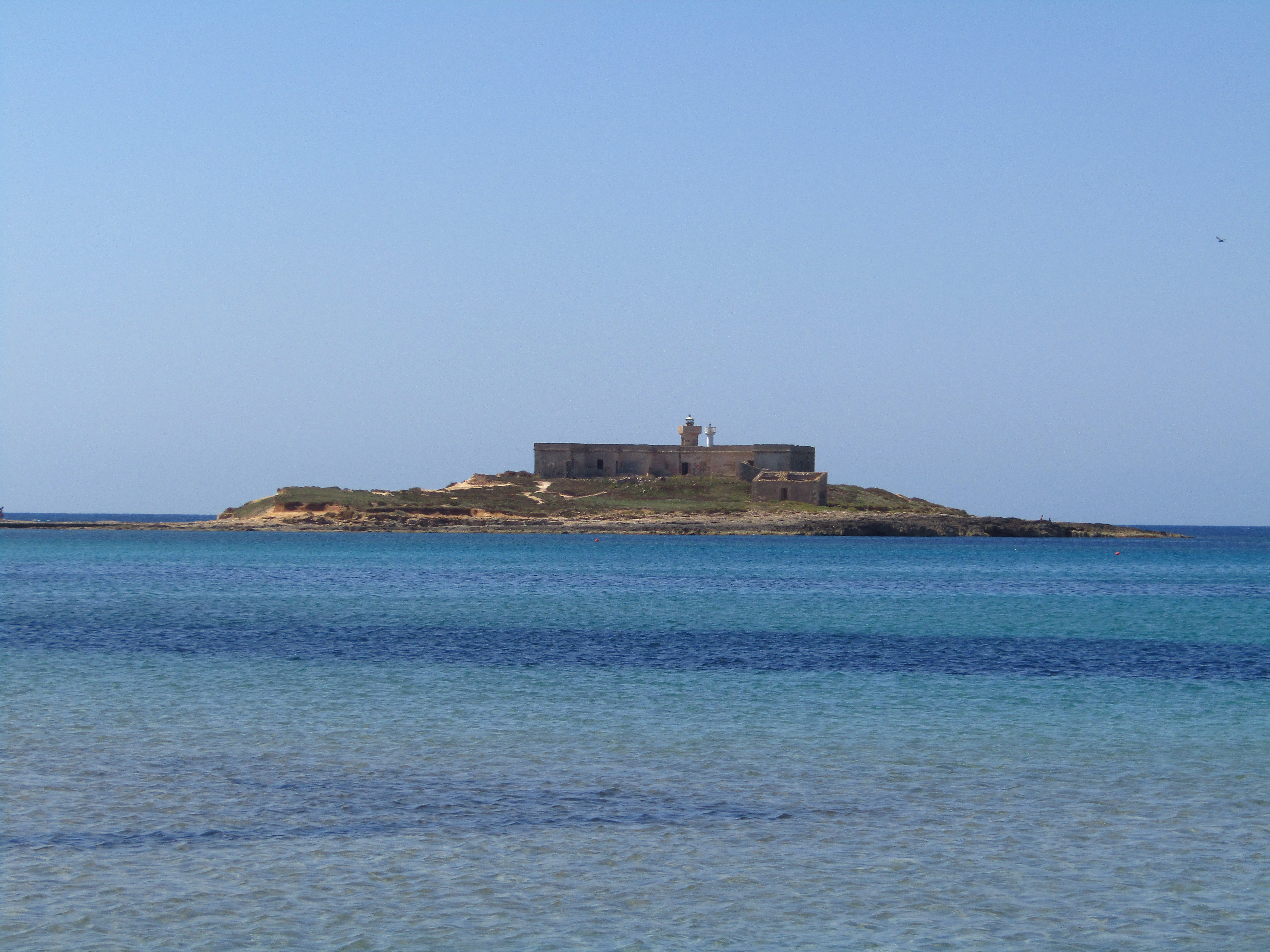